# Bank 1 Saar
Die Bank 1 Saar eG ist ein Kreditinstitut im Saarland mit Sitz in Saarbrücken. 

## Geschichte
Die Bank 1 Saar eG in ihrer heutigen Form entstand im Jahr 2001 aus der Fusion der genossenschaftlichen Banken Saar-Bank (Gersweiler Sparkasse) eG und VVBS Vereinigte Volksbank Saarbrücken St. Ingbert eG, die beide ihren Sitz in Saarbrücken hatten.
Der Saarbrücker Stadtteil Gersweiler war im Jahr 1896 der Gründungsort dieses Kreditinstituts; noch heute wird dort in der Hauptstraße 86–88 eine Filiale unterhalten.

## Organisationsstruktur
Die Bank 1 Saar eG ist eine Genossenschaftsbank und somit im Bundesverband der Deutschen Volksbanken und Raiffeisenbanken organisiert. Rechtsgrundlagen sind das Genossenschaftsgesetz und die durch die Vertreterversammlung erlassene Satzung. Organe der Bank sind der Vorstand, der Aufsichtsrat und die Vertreterversammlung.

## Geschäftsausrichtung
Die Bank 1 Saar eG betreibt das Universalbankgeschäft. Im Verbundgeschäft arbeitet sie mit der Genossenschaftlichen FinanzGruppe Volksbanken Raiffeisenbanken zusammen, zu der folgende Institute gehören: DZ Bank, R+V Versicherung, Bausparkasse Schwäbisch Hall, Teambank, VR Smart Finanz und Union Investment.

## Geschäftsgebiet
Das Geschäftsgebiet der Bank 1 Saar eG erstreckt sich über das gesamte Saarland. In den sechs Landkreisen gibt es mehr als 25 Filialen der Bank, sowie zahlreiche Automaten-Standorte.

## Marken, Zweigniederlassungen und Tochterunternehmen
Die Bank 1 Saar eG bietet deutschlandweit standardisierte Bankdienstleistungen für Privat- und Firmenkunden, wie z. B. Giro-, Tagesgeld- und Festgeldkonten, Kreditkarten und Baufinanzierung an. Als Finanzdienstleister ist die Bank stark in der Region verwurzelt.

### Volks- und Raiffeisenbank Saarpfalz eG
Die Volks- und Raiffeisenbank Saarpfalz eG entstand im Jahr 2015 aus der Fusion der Volksbank Saarpfalz eG und der VR Bank Saarpfalz eG. Das Geschäftsgebiet erstreckte sich über fast den gesamten Saarpfalz-Kreis. Im Juni 2022 beschlossen die außerordentlichen Vertreterversammlungen der Bank 1 Saar eG und der Volks- und Raiffeisenbank Saarpfalz eG die Fusion ihrer Banken. Die Eintragung der Fusion ins Genossenschaftsregister erfolgte am 2. August 2022. Die drei Raiffeisenmärkte in Webenheim, Ormesheim und Bliesmengen-Bolchen werden auch nach dieser Fusion fortgeführt.

### Unsere Volksbank St. Wendeler Land
Im November 2018 beschlossen die außerordentlichen Vertreterversammlungen der Bank 1 Saar eG und der Unsere Volksbank eG St. Wendeler Land mit einem eindeutigen Votum die Fusion ihrer Banken. Die Eintragung der Fusion ins Genossenschaftsregister erfolgte am 4. Juli 2019. 

### Volksbank Neunkirchen
Die Volksbank Neunkirchen ist eine Zweigniederlassung der Bank 1 Saar eG und betreibt das Universalbankgeschäft mit Privat- und Geschäftskunden; überwiegend aus den Bereichen Neunkirchen, Spiesen-Elversberg und Schiffweiler-Heiligenwald.

### Bank 1 Saar Immobilien GmbH
Die Bank 1 Saar Immobilien GmbH ist eine Tochtergesellschaft der Bank 1 Saar eG und für die Vermarktung von Immobilien zuständig.